# Péter Czvitkovics
Péter Czvitkovics (Székesfehérvár, 10 febbraio 1983) è un ex calciatore ungherese, di ruolo centrocampista.

## Palmarès

### Club

#### Competizioni nazionali
- Campionato ungherese: 4

MTK Budapest: 1998-1999, 2002-2003
Debrecen: 2008-2009, 2009-2010
- Coppa di Ungheria: 3

MTK Budapest: 1999-2000
Debrecen: 2007-2008, 2009-2010
- Supercoppa d'Ungheria: 1

MTK Budapest: 2003, 2007, 2009, 2010
- Coppa di Lega ungherese: 1

Debrecen: 2009-2010